# Himantocladium ascensionis
Himantocladium ascensionis là một loài Rêu trong họ Neckeraceae. Loài này được (Besch.) Broth. ex Paris miêu tả khoa học đầu tiên năm 1909.